# Balise d'aérodrome
Pour les articles homonymes, voir Balise.

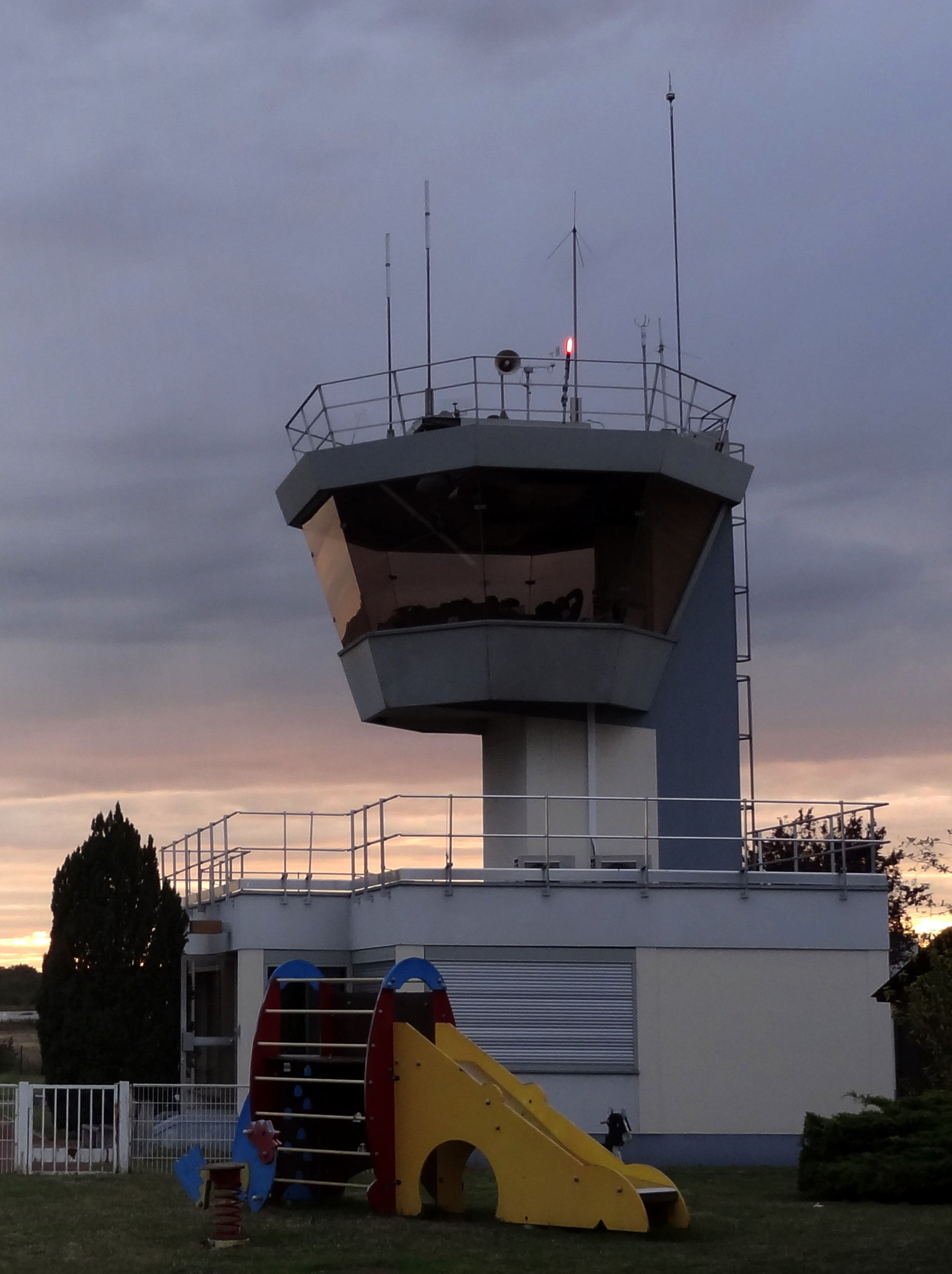
Les balises d’aérodromes sont généralement situées sur un point haut, comme la tour de contrôle, (ici celle de l'aérodrome de Lognes-Émerainville, en France).

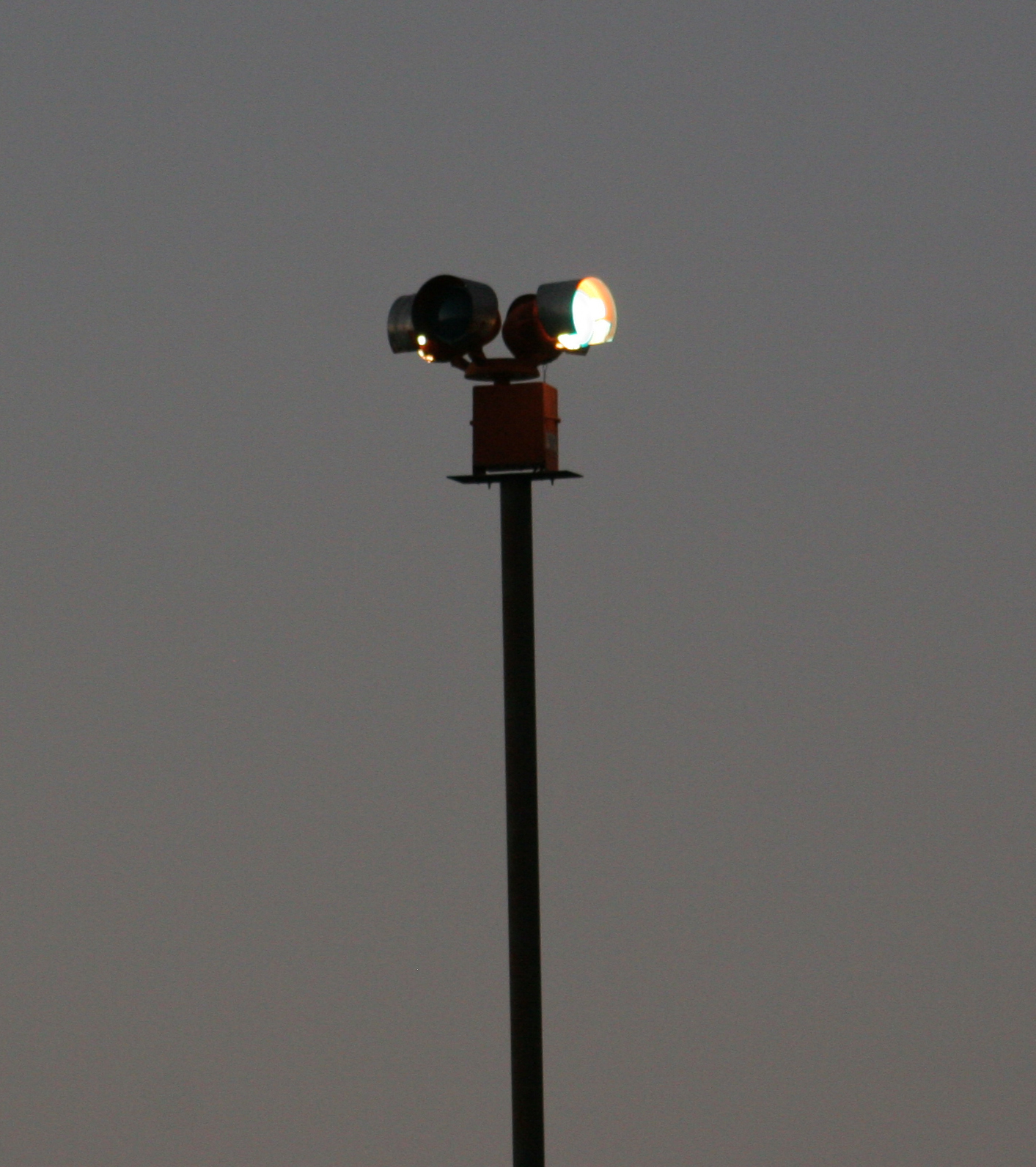
Une balise d'aérodrome de l'aéroport de French Valley (Californie), située sur un mât.

Une balise d'aérodrome est une balise tournante omnidirectionnelle située sur un point haut d'un aérodrome pour indiquer aux avions (principalement la nuit) la présence de celui-ci.
On peut la comparer à un phare pour les bateaux.

## Caractéristiques
- Fréquence:
  - 24 à 30 fois par minute pour les balises d'aéroports.
  - 30 à 45 fois par minute pour les balises d'héliports.

- Couleurs:
  - Une fois blanc, une fois vert (ou uniquement vert) : aérodromes disposant d'un système d'éclairage et situés sur terre.
  - Une fois blanc, une fois jaune (ou uniquement jaune) : aérodromes disposant d'un système d'éclairage et situés sur la mer. (Pour les hydravions, par exemple).
  - Vert, jaune puis blanc : héliports disposant d'un système d'éclairage.
  - Blanc, blanc, vert : aérodromes militaires.
  - Blanc, vert, rouge : héliport pour hôpitaux ou installations médicales.